# Balaton (Minnesota)
Balaton – miasto w Stanach Zjednoczonych, w stanie Minnesota, w hrabstwie Lyon.